# Platysympus camelus
Platysympus camelus är en kräftdjursart som beskrevs av Francis Day 1978. Platysympus camelus ingår i släktet Platysympus och familjen Lampropidae. Inga underarter finns listade i Catalogue of Life.